# The Xenon Codex
The Xenon Codex es el decimoquinto álbum de estudio de Hawkwind, lanzado por GWR en 1988.
El álbum fue grabado con la misma formación de los dos discos anteriores, "The Chronicle of the Black Sword" y el directo "Live Chronicles".
Coincidiendo con la edición del LP, en abril de 1988, el grupo se embarcó en una gira de 24 fechas por su país, el concierto del día 21 en el Hammersmith Odeon, de Londres, fue grabado y posteriormente emitido por la emisora estatal BBC Radio 1.
Tras este álbum el batería Danny Thompson Jr. y el guitarrista Huw Lloyd-Langton se alejaron de la banda.

## Lista de canciones
Lado A
1. "The War I Survived" (Dave Brock, Alan Davey, Roger Neville-Neil) – 5:25
2. "Wastelands of Sleep" (Kris Tait, Brock) – 4:18
3. "Neon Skyline" (Davey) – 2:18
4. "Lost Chronicles" (Harvey Bainbridge) – 5:21
5. "Tides" (Huw Lloyd-Langton) – 2:54

Lado B
1. "Heads" (Brock, Neville-Neil) – 5:04
2. "Mutation Zone" (Bainbridge, Brock) – 3:56
3. "E.M.C." (Bainbridge) – 4:55
4. "Sword of the East" (Davey) – 5:25
5. "Good Evening" (Hawkwind) – 4:35

## Personal
- Dave Brock: guitarra, voz, teclados
- Huw Lloyd-Langton: guitarra
- Harvey Bainbridge: teclados, voz
- Alan Davey: bajo, voz
- Danny Thompson Jr: batería